# Saison 1983-1984 de la LIH
Saison précédente Saison suivante
La Saison 1983-1984 est la trente-neuvième saison de la ligue internationale de hockey.
Les Generals de Flint remportent la Coupe Turner en battant les Goaldiggers de Toledo en série éliminatoire.

## Saison régulière
Avant le début de la saison, les Gears de Saginaw cessent leurs activités après onze saisons d'existence. 

### Classement de la saison régulière
Pour les significations des abréviations, voir Statistiques du hockey sur glace.
| Équipe                | PJ | V  | D  | N | PTS | Bp  | Bc  |
| --------------------- | -- | -- | -- | - | --- | --- | --- |
| Komets de Fort Wayne  | 82 | 52 | 23 | 7 | 112 | 371 | 273 |
| Admirals de Milwaukee | 82 | 46 | 30 | 6 | 101 | 403 | 335 |
| Generals de Flint     | 82 | 41 | 32 | 9 | 93  | 375 | 319 |
| Goaldiggers de Toledo | 82 | 41 | 36 | 5 | 91  | 326 | 318 |
| Wings de Kalamazoo    | 82 | 37 | 38 | 7 | 83  | 333 | 316 |
| Prancers de Peoria    | 82 | 29 | 48 | 5 | 66  | 298 | 392 |
| Mohawks de Muskegon   | 82 | 19 | 58 | 5 | 46  | 282 | 435 |

### Meilleurs pointeurs
Nota : PJ = Parties Jouées, B  = Buts, A = Aides, Pts = Points
| Joueur            | Équipe     | PJ | B  | A  | Pts |
| ----------------- | ---------- | -- | -- | -- | --- |
| Wally Schreiber   | Fort Wayne | 82 | 47 | 66 | 113 |
| Dale Yakiwchuk    | Milwaukee  | 74 | 35 | 69 | 104 |
| Doug Rigler       | Fort Wayne | 75 | 42 | 62 | 104 |
| Bernard Gallant   | Flint      | 81 | 50 | 53 | 103 |
| Jeff Pyle         | Flint      | 80 | 44 | 59 | 103 |
| Danny Lecours     | Milwaukee  | 70 | 48 | 49 | 97  |
| Fred Berry        | Milwaukee  | 82 | 38 | 58 | 96  |
| Scott Gruhl       | Muskegon   | 56 | 40 | 56 | 96  |
| Christian Tanguay | Milwaukee  | 74 | 44 | 50 | 94  |
| Ron Leef          | Fort Wayne | 65 | 37 | 57 | 94  |
| Rob Davies        | Kalamazoo  | 69 | 31 | 63 | 94  |

## Trophée remis
Par équipe
- Coupe Turner (champion des séries éliminatoires) : Generals de Flint.
- Trophée Fred-A.-Huber (champion de la saison régulière) : Komets de Fort Wayne.

Individuel
- Trophée Leo-P.-Lamoureux (meilleur pointeur) : Wally Schreiber, Komets de Fort Wayne.
- Trophée James-Gatschene (MVP) : Darren Jensen, Komets de Fort Wayne.
- Trophée Garry-F.-Longman (meilleur joueur recrue) : Darren Jensen, Komets de Fort Wayne.
- Trophée Ken-McKenzie (meilleur recrue américaine) : Mike Krensing, Mohawks de Muskegon.
- Trophée des gouverneurs (meilleur défenseur) : Kevin Willison, Admirals de Milwaukee.
- Trophée James-Norris (gardien avec la plus faible moyenne de buts alloués) : Darren Jensen, Komets de Fort Wayne.